# Umberto Emo Capodilista
Conte Umberto Emo Capodilista (Padova, 12 agosto 1927 – Padova, 24 marzo 2010) è stato un politico italiano.

## Biografia
Nipote di Giorgio Emo di Capodilista (1864-1940), militare e senatore, negli anni Settanta fu vicepresidente di Confagricoltura e presidente dell'Associazione Nazionale Mezzadria. Negli anni Ottanta è stato nominato a capo della Confagricoltura Veneta e consigliere d'amministrazione della Banca Antoniana, fino al 1987. Eletto senatore per la Democrazia Cristiana nella decima legislatura, era stato anche presidente di Copa-Cogeca, il sindacato che riunisce gli imprenditori agricoli europei, dal 1981 al 1983.